# Prothemus kantnerorum
Prothemus kantnerorum là một loài bọ cánh cứng trong họ Cantharidae. Loài này được Svihla miêu tả khoa học năm 2005.